# Windsor and Maidenhead
The Royal Borough of Windsor and Maidenhead ist ein Borough der Grafschaft Berkshire in England. Seit am 1. April 1996 der Rat von Berkshire aufgelöst wurde, gilt es als Unitary Authority.
In Windsor and Maidenhead befinden sich Schloss Windsor und das britische Legoland.

## Gemeinden
Auf dem Gebiet von Windsor and Maidenhead bestehen 15 Gemeinden (Parish):
| - Bisham - Bray - Cookham - Cox Green - Datchet | - Eton - Horton - Hurley - Old Windsor - Shottesbrooke | - Sunningdale - Sunninghill and Ascot - Waltham St. Lawrence - White Waltham - Wraysbury |

Die beiden größten Ortschaften, Maidenhead und Windsor, stehen als Unparished Areas außerhalb dieser Strukturen.

## Partnerstädte
- Neuilly-sur-Seine, Frankreich (1955)
- Saint-Cloud, Frankreich (1957)
- Bonner Stadtbezirk Bad Godesberg, Deutschland (1960)
- Goslar, Deutschland (1969)
- Frascati, Italien (1972)
- Kortrijk, Belgien (1981)

Alle Städte außer Neuilly und Goslar sind an einer Ringpartnerschaft beteiligt.